# Campeonato Europeu de Andebol Masculino de 2020
O Campeonato Europeu de Andebol (português europeu) ou Handebol (português brasileiro) Masculino de 2020 foi a 14ª edição deste evento, promovido pela Federação Europeia de Andebol e a primeira a contar com 24 seleções nacionais. Foi co-organizado pela primeira vez por três países – Áustria, Noruega e Suécia – entre 9 e 26 de janeiro de 2020. 
A Espanha conquistou seu segundo título consecutivo ao derrotar a Croácia por 22–20 na final.  

## Candidaturas
As nações interessadas foram as seguintes:
- Áustria
- Noruega
- Suécia

Em Dezembro de 2013, foram anunciadas as seguintes propostas: 
- Áustria
- Noruega
- Noruega e  Suécia
- Suécia

Após novas negociações entre as três propostas e a Federação Europeia de Andebol, foi decidido fundir as três propostas individuais numa grande proposta. Devido à decisão de unir as candidaturas, a EHF decidiu antecipar a expansão do torneio para 24 equipes, que inicialmente iria começar em 2022.   Em 20 de setembro de 2014, no Congresso da EHF em Dublin, a Áustria, a Noruega e a Suécia receberam os direitos de receber o torneio. 

## Formato
O formato terá 24 seleções divididas em seis grupos de quatro times cada. Os dois primeiros de cada grupo irão para a segunda fase. As 12 equipes classificadas na primeira fase são divididas em dois grupos de seis equipes cada. As duas primeiras equipes de cada grupo avançam para a semifinal, com os vencedores disputando a final.

## Sedes
A seguir está todos os locais e cidades-sede que serão usados.
| Estocolmo          | Malmö              | Gotemburgo         |
| ------------------ | ------------------ | ------------------ |
| Tele2 Arena        | Malmö Arena        | Scandinavium       |
| Capacidade: 19,000 | Capacidade: 13,000 | Capacidade: 12,000 |
|                    |                    |                    |
| Viena              | Graz               | Trondheim          |
| Wiener Stadthalle  | Graz Messe Arena   | Trondheim Spektrum |
| Capacidade: 12,000 | Capacidade: 6,000  | Capacidade: 8,600  |
|                    |                    |                    |

## Marketing
O hino oficial da competição é "All for us", feito e interpretado pelo DJ e produtor sueco Wahlstedt.

## Sorteio
O sorteio foi realizado no Erste Bank Campus em Viena em 28 de junho de 2019.  

### Potes
Os potes foram anunciados em 17 de junho de 2019. 
| Pote 1 | Pote 2 | Pote 3                                                                          | Pote 4                                                                       |
| --- | --- | ------------------------------------------------------------------------------- | ---------------------------------------------------------------------------- |
| - Espanha - Suécia (atribuído à F1) - França - Dinamarca (atribuído a E1) - Croácia (atribuído a A1) - Chéquia | - Noruega (atribuído a D2) - Eslovênia - Alemanha (atribuído a C2) - Macedônia do Norte - Hungria - Bielorrússia | - Áustria (atribuído a B3) - Islândia - Montenegro - Portugal - Suíça - Letônia | - Polônia - Rússia - Sérvia - Ucrânia - Bósnia e Herzegovina - Países Baixos |

## Árbitros
Os pares de árbitros foram selecionados em 21 de agosto de 2019. Em 27 de dezembro de 2019, a EHF substituiu a dupla de árbitros sérvia Nenad Nikolić e Dušan Stojković pela dupla de árbitros letã Zigmars Sondors e Renārs Līcis, devido a uma lesão e recuperação tardia de Nikolić no final de outubro.
| Árbitros   | Árbitros                           |
| ---------- | ---------------------------------- |
| Áustria    | Radojko Brkic Andrei Jusufhodzic   |
| Alemanha   | Robert Schulze Tobias Tönnies      |
| Alemanha   | Lars Geipel Marcus Helbig          |
| Croácia    | Dalibor Jurinović Marko Mrvica     |
| Croácia    | Matija Gubica Boris Milošević      |
| Chéquia    | Václav Horáček Jiří Novotný        |
| Dinamarca  | Mads Hansen Jesper Madsen          |
| Dinamarca  | Martin Gjeding Mads Hansen         |
| Eslováquia | Michal Baďura Jaroslav Ondogrecula |
| Eslovênia  | Bojan Lah David Sok                |
| Espanha    | Andreu Marín Ignacio García        |
| Espanha    | Óscar Raluy Ángel Sabroso          |

| Árbitros           | Árbitros                                |
| ------------------ | --------------------------------------- |
| França             | Charlotte Bonaventura Julie Bonaventura |
| França             | Stevann Pichon Laurent Reveret          |
| Islândia           | Jónas Elíasson Anton Pálsson            |
| Letônia            | Zigmārs Sondors Renārs Līcis            |
| Lituânia           | Vaidas Mažeika Mindaugas Gatelis        |
| Macedônia do Norte | Gjorgi Nachevski Slave Nikolov          |
| Montenegro         | Ivan Pavićević Miloš Ražnatović         |
| Noruega            | Lars Jørum Håvard Kleven                |
| Portugal           | Duarte Santos Ricardo Fonseca           |
| Suécia             | Mirza Kurtagic Mattias Wetterwik        |
| Suíça              | Arthur Brunner Morad Salah              |

## Fase Preliminar
Todos as partidas estão no fuso oficial local.
|  | Qualificadas para a Fase Principal |

Critérios de desempate: 1) pontos; 2) confronto direto; 3) diferença de gols no confronto direto; 4) número de gols feitos no confronto direto; 5) diferença de gols.

### Grupo A
| Pos | Equipe       | Pts | J | V | E | D | GP | GC | SG  |
| --- | ------------ | --- | - | - | - | - | -- | -- | --- |
| 1   | Croácia      | 6   | 3 | 3 | 0 | 0 | 82 | 65 | +17 |
| 2   | Bielorrússia | 4   | 3 | 2 | 0 | 1 | 94 | 88 | +6  |
| 3   | Montenegro   | 2   | 3 | 1 | 0 | 2 | 70 | 84 | −14 |
| 4   | Sérvia       | 0   | 3 | 0 | 0 | 3 | 72 | 81 | −9  |

| 9 de Janeiro 18:15 | Bielorrússia | 35–30     | Sérvia        | Stadthalle Graz, Graz Público: 3,806 Árbitros: Santos, Fonseca |
| 9 de Janeiro 18:15 | Karalek 9    | (16–15)   | Radivojević 6 | Stadthalle Graz, Graz Público: 3,806 Árbitros: Santos, Fonseca |
| 9 de Janeiro 18:15 | 9× 1×        | Relatório | 3× 2×         | Stadthalle Graz, Graz Público: 3,806 Árbitros: Santos, Fonseca |

| 9 de Janeiro 20:30 | Croácia   | 27–21     | Montenegro | Stadthalle Graz, Graz Público: 5,630 Árbitros: Brunner, Salah |
| 9 de Janeiro 20:30 | Cindrić 6 | (12–13)   | Grbović 6  | Stadthalle Graz, Graz Público: 5,630 Árbitros: Brunner, Salah |
| 9 de Janeiro 20:30 | 2×        | Relatório | 7× 3×      | Stadthalle Graz, Graz Público: 5,630 Árbitros: Brunner, Salah |

| 11 de Janeiro 16:00 | Croácia   | 31–23     | Bielorrússia | Stadthalle Graz, Graz Público: 6,000 Árbitros: Bonaventura, Bonaventura |
| 11 de Janeiro 16:00 | Karačić 6 | (15–10)   | Vailupau 8   | Stadthalle Graz, Graz Público: 6,000 Árbitros: Bonaventura, Bonaventura |
| 11 de Janeiro 16:00 | 4×        | Relatório | 5× 1×        | Stadthalle Graz, Graz Público: 6,000 Árbitros: Bonaventura, Bonaventura |

| 11 de Janeiro 18:15 | Montenegro | 22–21     | Sérvia  | Stadthalle Graz, Graz Público: 5,500 Árbitros: Madsen, Mortensen |
| 11 de Janeiro 18:15 | Grbović 5  | (11–10)   | Kukić 6 | Stadthalle Graz, Graz Público: 5,500 Árbitros: Madsen, Mortensen |
| 11 de Janeiro 18:15 | 7× 2×      | Relatório | 4× 1×   | Stadthalle Graz, Graz Público: 5,500 Árbitros: Madsen, Mortensen |

| 13 de Janeiro 18:15 | Montenegro | 27–36     | Bielorrússia | Stadthalle Graz, Graz Público: 5,000 Árbitros: Jørum, Kleven |
| 13 de Janeiro 18:15 | Lipovina 5 | (11–17)   | Vailupau 7   | Stadthalle Graz, Graz Público: 5,000 Árbitros: Jørum, Kleven |
| 13 de Janeiro 18:15 | 2× 1×      | Relatório | 3× 1×        | Stadthalle Graz, Graz Público: 5,000 Árbitros: Jørum, Kleven |

| 13 de Janeiro 20:30 | Sérvia               | 21–24     | Croácia              | Stadthalle Graz, Graz Público: 6,500 Árbitros: Kurtagic, Wetterwik |
| 13 de Janeiro 20:30 | Kukić, Radivojević 4 | (10–8)    | Duvnjak, Stepančić 5 | Stadthalle Graz, Graz Público: 6,500 Árbitros: Kurtagic, Wetterwik |
| 13 de Janeiro 20:30 | 4× 1×                | Relatório | 5× 2×                | Stadthalle Graz, Graz Público: 6,500 Árbitros: Kurtagic, Wetterwik |

### Grupo B
| Pos | Equipe             | Pts | J | V | E | D | GP | GC | SG  |
| --- | ------------------ | --- | - | - | - | - | -- | -- | --- |
| 1   | Áustria            | 6   | 3 | 3 | 0 | 0 | 98 | 87 | +11 |
| 2   | Chéquia            | 4   | 3 | 2 | 0 | 1 | 79 | 76 | +3  |
| 3   | Macedônia do Norte | 2   | 3 | 1 | 0 | 2 | 79 | 84 | −5  |
| 4   | Ucrânia            | 0   | 3 | 0 | 0 | 3 | 74 | 83 | −9  |

| 10 de Janeiro 18:15 | Chéquia  | 29–32     | Áustria  | Wiener Stadthalle, Vienna Público: 7,070 Árbitros: Elíasson, Pálsson |
| 10 de Janeiro 18:15 | Hrstka 6 | (14–13)   | Bilyk 12 | Wiener Stadthalle, Vienna Público: 7,070 Árbitros: Elíasson, Pálsson |
| 10 de Janeiro 18:15 | 3×       | Relatório | 5× 1×    | Wiener Stadthalle, Vienna Público: 7,070 Árbitros: Elíasson, Pálsson |

| 10 de Janeiro 20:30 | Macedônia do Norte | 26–25     | Ucrânia      | Wiener Stadthalle, Vienna Público: 7,070 Árbitros: Jørum, Kleven |
| 10 de Janeiro 20:30 | Lazarov 8          | (13–10)   | Ostroushko 5 | Wiener Stadthalle, Vienna Público: 7,070 Árbitros: Jørum, Kleven |
| 10 de Janeiro 20:30 | 3× 1×              | Relatório | 7× 1×        | Wiener Stadthalle, Vienna Público: 7,070 Árbitros: Jørum, Kleven |

| 12 de Janeiro 16:00 | Chéquia    | 27–25     | Macedônia do Norte | Wiener Stadthalle, Vienna Público: 6,642 Árbitros: Kurtagic, Wetterwik |
| 12 de Janeiro 16:00 | Kašpárek 7 | (9–11)    | Lazarov 11         | Wiener Stadthalle, Vienna Público: 6,642 Árbitros: Kurtagic, Wetterwik |
| 12 de Janeiro 16:00 | 6× 1×      | Relatório | 3× 1×              | Wiener Stadthalle, Vienna Público: 6,642 Árbitros: Kurtagic, Wetterwik |

| 12 de Janeiro 18:15 | Áustria  | 34–30     | Ucrânia      | Wiener Stadthalle, Vienna Público: 7,078 Árbitros: Bonaventura, Bonaventura |
| 12 de Janeiro 18:15 | Bilyk 10 | (18–17)   | Kozakevych 7 | Wiener Stadthalle, Vienna Público: 7,078 Árbitros: Bonaventura, Bonaventura |
| 12 de Janeiro 18:15 | 3× 1×    | Relatório | 4×           | Wiener Stadthalle, Vienna Público: 7,078 Árbitros: Bonaventura, Bonaventura |

| 14 de Janeiro 18:15 | Áustria | 32–28     | Macedônia do Norte | Wiener Stadthalle, Vienna Público: 7,623 Árbitros: Lah, Sok |
| 14 de Janeiro 18:15 | Weber 7 | (18–12)   | Stoilov 5          | Wiener Stadthalle, Vienna Público: 7,623 Árbitros: Lah, Sok |
| 14 de Janeiro 18:15 | 4× 2×   | Relatório | 3×                 | Wiener Stadthalle, Vienna Público: 7,623 Árbitros: Lah, Sok |

| 14 de Janeiro 20:30 | Ucrânia      | 19–23     | Chéquia | Wiener Stadthalle, Vienna Público: 4,097 Árbitros: Santos, Fonseca |
| 14 de Janeiro 20:30 | Kozakevych 4 | (10–9)    | Babák 6 | Wiener Stadthalle, Vienna Público: 4,097 Árbitros: Santos, Fonseca |
| 14 de Janeiro 20:30 | 5× 1×        | Relatório | 3× 1×   | Wiener Stadthalle, Vienna Público: 4,097 Árbitros: Santos, Fonseca |

### Grupo C
| Pos | Equipe        | Pts | J | V | E | D | GP  | GC | SG  |
| --- | ------------- | --- | - | - | - | - | --- | -- | --- |
| 1   | Espanha       | 6   | 3 | 3 | 0 | 0 | 102 | 73 | +29 |
| 2   | Alemanha      | 4   | 3 | 2 | 0 | 1 | 88  | 83 | +5  |
| 3   | Países Baixos | 2   | 3 | 1 | 0 | 2 | 80  | 94 | −14 |
| 4   | Letônia       | 0   | 3 | 0 | 0 | 3 | 73  | 93 | −20 |

| 9 de Janeiro 18:15 | Alemanha             | 34–23     | Países Baixos | Trondheim Spektrum, Trondheim Público: 4,057 Árbitros: Lah, Sok |
| 9 de Janeiro 18:15 | Häfner, Kohlbacher 5 | (15–13)   | Smits 7       | Trondheim Spektrum, Trondheim Público: 4,057 Árbitros: Lah, Sok |
| 9 de Janeiro 18:15 | 5× 2× 1×             | Relatório | 4× 2×         | Trondheim Spektrum, Trondheim Público: 4,057 Árbitros: Lah, Sok |

| 9 de Janeiro 20:30 | Espanha           | 33–22     | Letônia      | Trondheim Spektrum, Trondheim Público: 4,524 Árbitros: Madsen, Mortensen |
| 9 de Janeiro 20:30 | Fernández Pérez 5 | (14–11)   | Krištopāns 7 | Trondheim Spektrum, Trondheim Público: 4,524 Árbitros: Madsen, Mortensen |
| 9 de Janeiro 20:30 | 1× 2×             | Relatório | 5× 1×        | Trondheim Spektrum, Trondheim Público: 4,524 Árbitros: Madsen, Mortensen |

| 11 de Janeiro 16:00 | Letônia      | 24–32     | Países Baixos | Trondheim Spektrum, Trondheim Público: 5,942 Árbitros: Baďura, Ondogrecula |
| 11 de Janeiro 16:00 | Krištopāns 7 | (10–16)   | Smits 7       | Trondheim Spektrum, Trondheim Público: 5,942 Árbitros: Baďura, Ondogrecula |
| 11 de Janeiro 16:00 | 3× 1×        | Relatório | 5× 1×         | Trondheim Spektrum, Trondheim Público: 5,942 Árbitros: Baďura, Ondogrecula |

| 11 de Janeiro 18:15 | Espanha         | 33–26     | Alemanha  | Trondheim Spektrum, Trondheim Público: 6,558 Árbitros: Brunner, Salah |
| 11 de Janeiro 18:15 | A. Dujshebaev 7 | (14–11)   | Pekeler 5 | Trondheim Spektrum, Trondheim Público: 6,558 Árbitros: Brunner, Salah |
| 11 de Janeiro 18:15 | 4× 2×           | Relatório | 4× 2×     | Trondheim Spektrum, Trondheim Público: 6,558 Árbitros: Brunner, Salah |

| 13 de Janeiro 18:15 | Letônia      | 27–28     | Alemanha | Trondheim Spektrum, Trondheim Público: 3,540 Árbitros: Elíasson, Pálsson |
| 13 de Janeiro 18:15 | Krištopāns 7 | (11–16)   | Kühn 8   | Trondheim Spektrum, Trondheim Público: 3,540 Árbitros: Elíasson, Pálsson |
| 13 de Janeiro 18:15 | 6× 1×        | Relatório | 6× 2×    | Trondheim Spektrum, Trondheim Público: 3,540 Árbitros: Elíasson, Pálsson |

| 13 de Janeiro 20:30 | Países Baixos | 25–36     | Espanha   | Trondheim Spektrum, Trondheim Público: 3,809 Árbitros: Mažeika, Gatelis |
| 13 de Janeiro 20:30 | Smits 8       | (13–17)   | Maqueda 6 | Trondheim Spektrum, Trondheim Público: 3,809 Árbitros: Mažeika, Gatelis |
| 13 de Janeiro 20:30 | 8× 2×         | Relatório | 2×        | Trondheim Spektrum, Trondheim Público: 3,809 Árbitros: Mažeika, Gatelis |

### Grupo D
| Pos | Equipe               | Pts | J | V | E | D | GP | GC | SG  |
| --- | -------------------- | --- | - | - | - | - | -- | -- | --- |
| 1   | Noruega              | 6   | 3 | 3 | 0 | 0 | 94 | 80 | +14 |
| 2   | Portugal             | 4   | 3 | 2 | 0 | 1 | 83 | 83 | 0   |
| 3   | França               | 2   | 3 | 1 | 0 | 2 | 82 | 79 | +3  |
| 4   | Bósnia e Herzegovina | 0   | 3 | 0 | 0 | 3 | 73 | 90 | −17 |

| 10 de Janeiro 18:15 | França | 25–28     | Portugal     | Trondheim Spektrum, Trondheim Público: 7,507 Árbitros: Sondors, Līcis |
| 10 de Janeiro 18:15 | Mem 5  | (11–12)   | Branquinho 5 | Trondheim Spektrum, Trondheim Público: 7,507 Árbitros: Sondors, Līcis |
| 10 de Janeiro 18:15 | 3× 2×  | Relatório | 4× 1×        | Trondheim Spektrum, Trondheim Público: 7,507 Árbitros: Sondors, Līcis |

| 10 de Janeiro 20:30 | Noruega    | 32–26     | Bósnia e Herzegovina | Trondheim Spektrum, Trondheim Público: 8,232 Árbitros: Schulze, Tönnies |
| 10 de Janeiro 20:30 | Sagosen 12 | (17–12)   | Prce 7               | Trondheim Spektrum, Trondheim Público: 8,232 Árbitros: Schulze, Tönnies |
| 10 de Janeiro 20:30 | 4× 1×      | Relatório | 6× 1×                | Trondheim Spektrum, Trondheim Público: 8,232 Árbitros: Schulze, Tönnies |

| 12 de Janeiro 16:00 | Portugal   | 27–24     | Bósnia e Herzegovina | Trondheim Spektrum, Trondheim Público: 7,936 Árbitros: Mažeika, Gatelis |
| 12 de Janeiro 16:00 | Portela 10 | (12–11)   | Prce 5               | Trondheim Spektrum, Trondheim Público: 7,936 Árbitros: Mažeika, Gatelis |
| 12 de Janeiro 16:00 | 3× 1×      | Relatório | 4× 2×                | Trondheim Spektrum, Trondheim Público: 7,936 Árbitros: Mažeika, Gatelis |

| 12 de Janeiro 18:15 | França     | 26–28     | Noruega    | Trondheim Spektrum, Trondheim Público: 8,932 Árbitros: Horáček, Novotný |
| 12 de Janeiro 18:15 | Fabregas 8 | (15–14)   | Sagosen 10 | Trondheim Spektrum, Trondheim Público: 8,932 Árbitros: Horáček, Novotný |
| 12 de Janeiro 18:15 | 5× 1×      | Relatório | 2× 3×      | Trondheim Spektrum, Trondheim Público: 8,932 Árbitros: Horáček, Novotný |

| 14 de Janeiro 18:15 | Bósnia e Herzegovina | 23–31     | França  | Trondheim Spektrum, Trondheim Público: 7,937 Árbitros: Jurinović, Mrvica |
| 14 de Janeiro 18:15 | Panić 9              | (13–14)   | Porte 7 | Trondheim Spektrum, Trondheim Público: 7,937 Árbitros: Jurinović, Mrvica |
| 14 de Janeiro 18:15 | 4×                   | Relatório | 2×      | Trondheim Spektrum, Trondheim Público: 7,937 Árbitros: Jurinović, Mrvica |

| 14 de Janeiro 20:30 | Portugal | 28–34     | Noruega  | Trondheim Spektrum, Trondheim Público: 9,069 Árbitros: Baďura, Ondogrecula |
| 14 de Janeiro 20:30 | Areia 5  | (14–16)   | Jøndal 7 | Trondheim Spektrum, Trondheim Público: 9,069 Árbitros: Baďura, Ondogrecula |
| 14 de Janeiro 20:30 | 6× 2×    | Relatório | 5× 3×    | Trondheim Spektrum, Trondheim Público: 9,069 Árbitros: Baďura, Ondogrecula |

### Grupo E
| Pos | Equipe    | Pts | J | V | E | D | GP | GC | SG  |
| --- | --------- | --- | - | - | - | - | -- | -- | --- |
| 1   | Hungria   | 5   | 3 | 2 | 1 | 0 | 74 | 67 | +7  |
| 2   | Islândia  | 4   | 3 | 2 | 0 | 1 | 83 | 77 | +6  |
| 3   | Dinamarca | 3   | 3 | 1 | 1 | 1 | 85 | 83 | +2  |
| 4   | Rússia    | 0   | 3 | 0 | 0 | 3 | 76 | 91 | −15 |

| 11 de Janeiro 16:00 | Hungria  | 26–25     | Rússia     | Malmö Arena, Malmö Público: 9,202 Árbitros: Jurinović, Mrvica |
| 11 de Janeiro 16:00 | Balogh 7 | (14–13)   | Santalov 5 | Malmö Arena, Malmö Público: 9,202 Árbitros: Jurinović, Mrvica |
| 11 de Janeiro 16:00 | 3× 2×    | Relatório | 2×         | Malmö Arena, Malmö Público: 9,202 Árbitros: Jurinović, Mrvica |

| 11 de Janeiro 18:15 | Dinamarca   | 30–31     | Islândia      | Malmö Arena, Malmö Público: 10,593 Árbitros: Pavićević, Ražnatović |
| 11 de Janeiro 18:15 | M. Hansen 9 | (15–15)   | Pálmarsson 10 | Malmö Arena, Malmö Público: 10,593 Árbitros: Pavićević, Ražnatović |
| 11 de Janeiro 18:15 | 3× 1×       | Relatório | 4× 2× 1×      | Malmö Arena, Malmö Público: 10,593 Árbitros: Pavićević, Ražnatović |

| 13 de Janeiro 18:15 | Islândia         | 34–23     | Rússia     | Malmö Arena, Malmö Público: 7,099 Árbitros: Nachevski, Nikolov |
| 13 de Janeiro 18:15 | três jogadores 6 | (18–11)   | Kalarash 6 | Malmö Arena, Malmö Público: 7,099 Árbitros: Nachevski, Nikolov |
| 13 de Janeiro 18:15 | 4× 2×            | Relatório | 4× 3×      | Malmö Arena, Malmö Público: 7,099 Árbitros: Nachevski, Nikolov |

| 13 de Janeiro 20:30 | Dinamarca  | 24–24     | Hungria  | Malmö Arena, Malmö Público: 8,377 Árbitros: Sondors, Līcis |
| 13 de Janeiro 20:30 | Bramming 6 | (11–13)   | Balogh 7 | Malmö Arena, Malmö Público: 8,377 Árbitros: Sondors, Līcis |
| 13 de Janeiro 20:30 | 2× 3×      | Relatório | 4× 3×    | Malmö Arena, Malmö Público: 8,377 Árbitros: Sondors, Līcis |

| 15 de Janeiro 18:15 | Islândia                 | 18–24     | Hungria   | Malmö Arena, Malmö Público: 7,587 Árbitros: Marín, García |
| 15 de Janeiro 18:15 | Pálmarsson, Sigurðsson 4 | (12–9)    | Bánhidi 8 | Malmö Arena, Malmö Público: 7,587 Árbitros: Marín, García |
| 15 de Janeiro 18:15 | 4× 1×                    | Relatório | 4× 2×     | Malmö Arena, Malmö Público: 7,587 Árbitros: Marín, García |

| 15 de Janeiro 20:30 | Rússia   | 28–31     | Dinamarca   | Malmö Arena, Malmö Público: 8,978 Árbitros: Brkić, Jusufhodžić |
| 15 de Janeiro 20:30 | Soroka 6 | (15–12)   | M. Hansen 7 | Malmö Arena, Malmö Público: 8,978 Árbitros: Brkić, Jusufhodžić |
| 15 de Janeiro 20:30 | 3×       | Relatório | 2× 1×       | Malmö Arena, Malmö Público: 8,978 Árbitros: Brkić, Jusufhodžić |

### Grupo F
| Pos | Equipe    | Pts | J | V | E | D | GP | GC | SG  |
| --- | --------- | --- | - | - | - | - | -- | -- | --- |
| 1   | Eslovênia | 6   | 3 | 3 | 0 | 0 | 76 | 67 | +9  |
| 2   | Suécia    | 4   | 3 | 2 | 0 | 1 | 81 | 68 | +13 |
| 3   | Suíça     | 2   | 3 | 1 | 0 | 2 | 77 | 87 | −10 |
| 4   | Polônia   | 0   | 3 | 0 | 0 | 3 | 73 | 85 | −12 |

| 10 de Janeiro 18:15 | Eslovênia                | 26–23     | Polônia  | Scandinavium, Gothenburg Público: 7,276 Árbitros: Horáček, Novotný |
| 10 de Janeiro 18:15 | Blagotinšek, Mačkovšek 5 | (13–11)   | Moryto 8 | Scandinavium, Gothenburg Público: 7,276 Árbitros: Horáček, Novotný |
| 10 de Janeiro 18:15 | 5× 1×                    | Relatório | 5×       | Scandinavium, Gothenburg Público: 7,276 Árbitros: Horáček, Novotný |

| 10 de Janeiro 20:30 | Suécia           | 34–21     | Suíça    | Scandinavium, Gothenburg Público: 11,644 Árbitros: Marín, García |
| 10 de Janeiro 20:30 | três jogadores 6 | (20–13)   | Schmid 4 | Scandinavium, Gothenburg Público: 11,644 Árbitros: Marín, García |
| 10 de Janeiro 20:30 | 4×               | Relatório | 1×       | Scandinavium, Gothenburg Público: 11,644 Árbitros: Marín, García |

| 12 de Janeiro 16:00 | Suíça     | 31–24     | Polônia | Scandinavium, Gothenburg Público: 8,061 Árbitros: Brkić, Jusufhodžić |
| 12 de Janeiro 16:00 | Schmid 15 | (14–12)   | Sićko 5 | Scandinavium, Gothenburg Público: 8,061 Árbitros: Brkić, Jusufhodžić |
| 12 de Janeiro 16:00 | 5× 2×     | Relatório | 4× 2×   | Scandinavium, Gothenburg Público: 8,061 Árbitros: Brkić, Jusufhodžić |

| 12 de Janeiro 18:15 | Suécia         | 19–21     | Eslovênia | Scandinavium, Gothenburg Público: 11,896 Árbitros: Schulze, Tönnies |
| 12 de Janeiro 18:15 | Gottfridsson 5 | (9–10)    | Dolenec 7 | Scandinavium, Gothenburg Público: 11,896 Árbitros: Schulze, Tönnies |
| 12 de Janeiro 18:15 | 5× 1×          | Relatório | 3× 2×     | Scandinavium, Gothenburg Público: 11,896 Árbitros: Schulze, Tönnies |

| 14 de Janeiro 18:15 | Suíça    | 25–29     | Eslovênia | Scandinavium, Gothenburg Público: 6,731 Árbitros: Pavićević, Ražnatović |
| 14 de Janeiro 18:15 | Schmid 8 | (10–16)   | Zarabec 6 | Scandinavium, Gothenburg Público: 6,731 Árbitros: Pavićević, Ražnatović |
| 14 de Janeiro 18:15 | 3× 2×    | Relatório | 2×        | Scandinavium, Gothenburg Público: 6,731 Árbitros: Pavićević, Ražnatović |

| 14 de Janeiro 20:30 | Polônia | 26–28     | Suécia             | Scandinavium, Gothenburg Público: 11,061 Árbitros: Nachevski, Nikolov |
| 14 de Janeiro 20:30 | Sićko 8 | (13–14)   | quatro jogadores 5 | Scandinavium, Gothenburg Público: 11,061 Árbitros: Nachevski, Nikolov |
| 14 de Janeiro 20:30 | 3× 2×   | Relatório | 3× 2×              | Scandinavium, Gothenburg Público: 11,061 Árbitros: Nachevski, Nikolov |

## Fase Principal
Os pontos obtidos contra outras equipes na fase preliminar do mesmo grupo são válidos para esta fase.
|  | Classificados para Quartas de Final |
|  | Disputa do 5º Lugar                 |

Critérios de desempate: 1) pontos; 2) confronto direto; 3) diferença de gols no confronto direto; 4) número de gols feitos no confronto direto; 5) diferença de gols.

### Grupo I
| Pos | Equipe       | Pts | J | V | E | D | GP  | GC  | SG  |
| --- | ------------ | --- | - | - | - | - | --- | --- | --- |
| 1   | Espanha      | 9   | 5 | 4 | 1 | 0 | 153 | 127 | +26 |
| 2   | Croácia      | 9   | 5 | 4 | 1 | 0 | 127 | 113 | +14 |
| 3   | Alemanha     | 6   | 5 | 3 | 0 | 2 | 141 | 125 | +16 |
| 4   | Áustria      | 3   | 5 | 1 | 1 | 3 | 139 | 156 | −17 |
| 5   | Bielorrússia | 3   | 5 | 1 | 1 | 3 | 138 | 160 | −22 |
| 6   | Chéquia      | 0   | 5 | 0 | 0 | 5 | 122 | 139 | −17 |

Desempate: Croácia 22–22 Espanha
Desempate: Belarus 36–36 Áustria
| 16 de Janeiro 16:00 | Espanha                          | 31–25     | Chéquia    | Wiener Stadthalle, Vienna Público: 3,986 Árbitros: Brunner, Salah |
| 16 de Janeiro 16:00 | A. Dujshebaev, Fernández Pérez 5 | (14–9)    | Zdráhala 8 | Wiener Stadthalle, Vienna Público: 3,986 Árbitros: Brunner, Salah |
| 16 de Janeiro 16:00 | 4× 1×                            | Relatório | 6× 2×      | Wiener Stadthalle, Vienna Público: 3,986 Árbitros: Brunner, Salah |

| 16 de Janeiro 18:15 | Croácia  | 27–23     | Áustria | Wiener Stadthalle, Vienna Público: 8,217 Árbitros: Pichon, Reveret |
| 16 de Janeiro 18:15 | Horvat 6 | (13–8)    | Weber 6 | Wiener Stadthalle, Vienna Público: 8,217 Árbitros: Pichon, Reveret |
| 16 de Janeiro 18:15 | 1×       | Relatório | 5× 1×   | Wiener Stadthalle, Vienna Público: 8,217 Árbitros: Pichon, Reveret |

| 16 de Janeiro 20:30 | Bielorrússia | 23–31     | Alemanha    | Wiener Stadthalle, Vienna Público: 5,267 Árbitros: Kurtagic, Wetterwik |
| 16 de Janeiro 20:30 | Kulesh 6     | (11–18)   | Kastening 6 | Wiener Stadthalle, Vienna Público: 5,267 Árbitros: Kurtagic, Wetterwik |
| 16 de Janeiro 20:30 | 4× 1×        | Relatório | 5× 1×       | Wiener Stadthalle, Vienna Público: 5,267 Árbitros: Kurtagic, Wetterwik |

| 18 de Janeiro 16:00 | Bielorrússia | 28–25     | Chéquia    | Wiener Stadthalle, Vienna Público: 6,007 Árbitros: Mažeika, Gatelis |
| 18 de Janeiro 16:00 | Vailupau 6   | (13–11)   | Zdráhala 7 | Wiener Stadthalle, Vienna Público: 6,007 Árbitros: Mažeika, Gatelis |
| 18 de Janeiro 16:00 | 5× 2×        | Relatório | 6× 1×      | Wiener Stadthalle, Vienna Público: 6,007 Árbitros: Mažeika, Gatelis |

| 18 de Janeiro 18:15 | Espanha   | 30–26     | Áustria   | Wiener Stadthalle, Vienna Público: 9,232 Árbitros: Gjeding, Hansen |
| 18 de Janeiro 18:15 | Maqueda 6 | (17–16)   | Božović 5 | Wiener Stadthalle, Vienna Público: 9,232 Árbitros: Gjeding, Hansen |
| 18 de Janeiro 18:15 | 3×        | Relatório | 2× 1×     | Wiener Stadthalle, Vienna Público: 9,232 Árbitros: Gjeding, Hansen |

| 18 de Janeiro 20:30 | Croácia   | 25–24     | Alemanha           | Wiener Stadthalle, Vienna Público: 9,307 Árbitros: Santos, Fonseca |
| 18 de Janeiro 20:30 | Karačić 7 | (11–14)   | quatro jogadores 4 | Wiener Stadthalle, Vienna Público: 9,307 Árbitros: Santos, Fonseca |
| 18 de Janeiro 20:30 | 4× 2×     | Relatório | 8× 2×              | Wiener Stadthalle, Vienna Público: 9,307 Árbitros: Santos, Fonseca |

| 20 de Janeiro 16:00 | Croácia | 22–21     | Chéquia    | Wiener Stadthalle, Vienna Público: 6,862 Árbitros: Kurtagic, Wetterwik |
| 20 de Janeiro 16:00 | Mamić 5 | (11–9)    | Zdráhala 7 | Wiener Stadthalle, Vienna Público: 6,862 Árbitros: Kurtagic, Wetterwik |
| 20 de Janeiro 16:00 | 4× 1×   | Relatório | 3× 1×      | Wiener Stadthalle, Vienna Público: 6,862 Árbitros: Kurtagic, Wetterwik |

| 20 de Janeiro 18:15 | Bielorrússia | 28–37     | Espanha                 | Wiener Stadthalle, Vienna Público: 6,149 Árbitros: Santos, Fonseca |
| 20 de Janeiro 18:15 | Vailupau 8   | (16–17)   | Fernández Pérez, Solé 7 | Wiener Stadthalle, Vienna Público: 6,149 Árbitros: Santos, Fonseca |
| 20 de Janeiro 18:15 | 5× 1×        | Relatório | 3× 1×                   | Wiener Stadthalle, Vienna Público: 6,149 Árbitros: Santos, Fonseca |

| 20 de Janeiro 20:30 | Áustria | 22–34     | Alemanha    | Wiener Stadthalle, Vienna Público: 9,037 Árbitros: Nachevski, Nikolov |
| 20 de Janeiro 20:30 | Bilyk 5 | (13–16)   | Kastening 6 | Wiener Stadthalle, Vienna Público: 9,037 Árbitros: Nachevski, Nikolov |
| 20 de Janeiro 20:30 | 4× 2×   | Relatório | 2×          | Wiener Stadthalle, Vienna Público: 9,037 Árbitros: Nachevski, Nikolov |

| 22 de Janeiro 16:00 | Croácia    | 22–22     | Espanha         | Wiener Stadthalle, Vienna Público: 7,891 Árbitros: Mažeika, Gatelis |
| 22 de Janeiro 16:00 | Karačić 10 | (11–12)   | A. Dujshebaev 6 | Wiener Stadthalle, Vienna Público: 7,891 Árbitros: Mažeika, Gatelis |
| 22 de Janeiro 16:00 | 4×         | Relatório | 5×              | Wiener Stadthalle, Vienna Público: 7,891 Árbitros: Mažeika, Gatelis |

| 22 de Janeiro 18:15 | Bielorrússia | 36–36     | Áustria | Wiener Stadthalle, Vienna Público: 6,897 Árbitros: Brunner, Salah |
| 22 de Janeiro 18:15 | Vailupau 12  | (19–17)   | Bilyk 7 | Wiener Stadthalle, Vienna Público: 6,897 Árbitros: Brunner, Salah |
| 22 de Janeiro 18:15 | 3×           | Relatório | 4× 1×   | Wiener Stadthalle, Vienna Público: 6,897 Árbitros: Brunner, Salah |

| 22 de Janeiro 20:30 | Chéquia | 22–26     | Alemanha | Wiener Stadthalle, Vienna Público: 5,000 Árbitros: Pavićević, Ražnatović |
| 22 de Janeiro 20:30 | Babák 5 | (10–13)   | Weber 5  | Wiener Stadthalle, Vienna Público: 5,000 Árbitros: Pavićević, Ražnatović |
| 22 de Janeiro 20:30 | 8×      | Relatório | 6× 1×    | Wiener Stadthalle, Vienna Público: 5,000 Árbitros: Pavićević, Ražnatović |

### Grupo II
| Pos | Equipe    | Pts | J | V | E | D | GP  | GC  | SG  |
| --- | --------- | --- | - | - | - | - | --- | --- | --- |
| 1   | Noruega   | 10  | 5 | 5 | 0 | 0 | 157 | 135 | +22 |
| 2   | Eslovênia | 6   | 5 | 3 | 0 | 2 | 138 | 132 | +6  |
| 3   | Portugal  | 4   | 5 | 2 | 0 | 3 | 146 | 142 | +4  |
| 4   | Suécia    | 4   | 5 | 2 | 0 | 3 | 120 | 122 | −2  |
| 5   | Hungria   | 4   | 5 | 2 | 0 | 3 | 126 | 140 | −14 |
| 6   | Islândia  | 2   | 5 | 1 | 0 | 4 | 126 | 142 | −16 |

Desempate: Portugal 4 Pts +18 SD, Suécia 2 Pts −4 SD; Hungria 0 Pts −14 SD
| 17 de Janeiro 16:00 | Eslovênia | 30–27     | Islândia  | Malmö Arena, Malmö Público: 6,026 Árbitros: Nachevski, Nikolov |
| 17 de Janeiro 16:00 | Bombač 9  | (15–14)   | Elísson 6 | Malmö Arena, Malmö Público: 6,026 Árbitros: Nachevski, Nikolov |
| 17 de Janeiro 16:00 | 4× 1×     | Relatório | 4× 2×     | Malmö Arena, Malmö Público: 6,026 Árbitros: Nachevski, Nikolov |

| 17 de Janeiro 18:15 | Noruega   | 36–29     | Hungria           | Malmö Arena, Malmö Público: 8,078 Árbitros: Pavićević, Ražnatović |
| 17 de Janeiro 18:15 | Sagosen 7 | (20–12)   | Ligetvári, Nagy 5 | Malmö Arena, Malmö Público: 8,078 Árbitros: Pavićević, Ražnatović |
| 17 de Janeiro 18:15 | 4× 3×     | Relatório | 4× 3× 1×          | Malmö Arena, Malmö Público: 8,078 Árbitros: Pavićević, Ražnatović |

| 17 de Janeiro 20:30 | Portugal         | 35–25     | Suécia                | Malmö Arena, Malmö Público: 10,135 Árbitros: Gubica, Milošević |
| 17 de Janeiro 20:30 | três jogadores 6 | (15–12)   | Nilsson, Pettersson 4 | Malmö Arena, Malmö Público: 10,135 Árbitros: Gubica, Milošević |
| 17 de Janeiro 20:30 | 5× 1×            | Relatório | 2× 1×                 | Malmö Arena, Malmö Público: 10,135 Árbitros: Gubica, Milošević |

| 19 de Janeiro 14:00 | Portugal         | 25–28     | Islândia   | Malmö Arena, Malmö Público: 6,199 Árbitros: Horáček, Novotný |
| 19 de Janeiro 14:00 | Areia, Martins 4 | (12–14)   | Smárason 8 | Malmö Arena, Malmö Público: 6,199 Árbitros: Horáček, Novotný |
| 19 de Janeiro 14:00 | 4× 2×            | Relatório | 4× 3×      | Malmö Arena, Malmö Público: 6,199 Árbitros: Horáček, Novotný |

| 19 de Janeiro 16:15 | Eslovênia | 28–29     | Hungria   | Malmö Arena, Malmö Público: 8,304 Árbitros: Raluy, Sabroso |
| 19 de Janeiro 16:15 | Dolenec 8 | (16–13)   | Bánhidi 9 | Malmö Arena, Malmö Público: 8,304 Árbitros: Raluy, Sabroso |
| 19 de Janeiro 16:15 | 5× 2×     | Relatório | 5× 2×     | Malmö Arena, Malmö Público: 8,304 Árbitros: Raluy, Sabroso |

| 19 de Janeiro 18:30 | Noruega   | 23–20     | Suécia   | Malmö Arena, Malmö Público: 10,141 Árbitros: Geipel, Helbig |
| 19 de Janeiro 18:30 | Sagosen 8 | (12–8)    | Pellas 5 | Malmö Arena, Malmö Público: 10,141 Árbitros: Geipel, Helbig |
| 19 de Janeiro 18:30 | 5× 2×     | Relatório | 1× 2×    | Malmö Arena, Malmö Público: 10,141 Árbitros: Geipel, Helbig |

| 21 de Janeiro 16:00 | Portugal | 24–29     | Eslovênia | Malmö Arena, Malmö Público: 3,001 Árbitros: Gjeding, Hansen |
| 21 de Janeiro 16:00 | Gomes 6  | (15–14)   | Janc 7    | Malmö Arena, Malmö Público: 3,001 Árbitros: Gjeding, Hansen |
| 21 de Janeiro 16:00 | 5× 1×    | Relatório | 4× 2×     | Malmö Arena, Malmö Público: 3,001 Árbitros: Gjeding, Hansen |

| 21 de Janeiro 18:15 | Noruega   | 31–28     | Islândia      | Malmö Arena, Malmö Público: 4,725 Árbitros: Raluy, Sabroso |
| 21 de Janeiro 18:15 | Sagosen 9 | (19–12)   | Guðmundsson 6 | Malmö Arena, Malmö Público: 4,725 Árbitros: Raluy, Sabroso |
| 21 de Janeiro 18:15 | 6× 2×     | Relatório | 4× 1×         | Malmö Arena, Malmö Público: 4,725 Árbitros: Raluy, Sabroso |

| 21 de Janeiro 20:30 | Hungria | 18–24     | Suécia                 | Malmö Arena, Malmö Público: 6,977 Árbitros: Horáček, Novotný |
| 21 de Janeiro 20:30 | Szita 4 | (9–10)    | Gottfridsson, Pellas 5 | Malmö Arena, Malmö Público: 6,977 Árbitros: Horáček, Novotný |
| 21 de Janeiro 20:30 | 3×      | Relatório | 1×                     | Malmö Arena, Malmö Público: 6,977 Árbitros: Horáček, Novotný |

| 22 de Janeiro 16:00 | Portugal  | 34–26     | Hungria           | Malmö Arena, Malmö Público: 2,930 Árbitros: Geipel, Helbig |
| 22 de Janeiro 16:00 | Moreira 7 | (16–14)   | Balogh, Bánhidi 5 | Malmö Arena, Malmö Público: 2,930 Árbitros: Geipel, Helbig |
| 22 de Janeiro 16:00 | 3×        | Relatório | 2×                | Malmö Arena, Malmö Público: 2,930 Árbitros: Geipel, Helbig |

| 22 de Janeiro 18:15 | Noruega     | 33–30     | Eslovênia       | Malmö Arena, Malmö Público: 4,824 Árbitros: Pichon, Reveret |
| 22 de Janeiro 18:15 | Gulliksen 7 | (14–13)   | Ce1Te, Kodrin 5 | Malmö Arena, Malmö Público: 4,824 Árbitros: Pichon, Reveret |
| 22 de Janeiro 18:15 | 3× 1×       | Relatório | 3× 1×           | Malmö Arena, Malmö Público: 4,824 Árbitros: Pichon, Reveret |

| 22 de Janeiro 20:30 | Islândia                | 25–32     | Suécia    | Malmö Arena, Malmö Público: 7,153 Árbitros: Gubica, Milošević |
| 22 de Janeiro 20:30 | Elísson, Kristjánsson 5 | (11–18)   | Nilsson 7 | Malmö Arena, Malmö Público: 7,153 Árbitros: Gubica, Milošević |
| 22 de Janeiro 20:30 | 2×                      | Relatório | 4× 1×     | Malmö Arena, Malmö Público: 7,153 Árbitros: Gubica, Milošević |

## Fase final

### Esquema
|  | Semifinal    | Semifinal |                |    | Final | Final |
|  |              |           |                |    |       |       |
|  | 24 janeiro   |           |                |    |       |       |
|  |              |           |                |    |       |       |
|  | Espanha      | 34        |                |    |       |       |
|  | Espanha      | 34        | 26 janeiro     |    |       |       |
|  | Eslovênia    | 32        |                |    |       |       |
|  | Eslovênia    | 32        | Espanha        | 22 |       |       |
|  | 24 janeiro   |           | Espanha        | 22 |       |       |
|  |              | Croácia   | 20             |    |       |       |
|  | Noruega      | Croácia   | 20             | 28 |       |       |
|  | Noruega      |           |                | 28 |       |       |
|  | Croácia (ET) | 29        |                |    |       |       |
|  | Croácia (ET) | 29        | Terceiro lugar |    |       |       |
|  |              |           |                |    |       |       |
|  | 25 janeiro   |           |                |    |       |       |
|  |              |           |                |    |       |       |
|  | Eslovênia    | 20        |                |    |       |       |
|  | Eslovênia    | 20        |                |    |       |       |
|  | Noruega      | 28        |                |    |       |       |

### Semifinais
| 24 janeiro 2020 18:00 | Noruega    | vs.       | Croácia   | Tele2 Arena, Stockholm Público: 16,573 Árbitros: Raluy, Sabroso |
| 24 janeiro 2020 18:00 | Sagosen 10 | (10–12)   | Duvnjak 8 | Tele2 Arena, Stockholm Público: 16,573 Árbitros: Raluy, Sabroso |
| 24 janeiro 2020 18:00 | 4× 3×      | relatório | 6× 2×     | Tele2 Arena, Stockholm Público: 16,573 Árbitros: Raluy, Sabroso |

| 24 janeiro 2020 20:30 | Espanha          | vs.       | Eslovênia | Tele2 Arena, Stockholm Público: 16,573 Árbitros: Horáček, Novotný |
| 24 janeiro 2020 20:30 | três jogadores 6 | (20–15)   | Dolenec 7 | Tele2 Arena, Stockholm Público: 16,573 Árbitros: Horáček, Novotný |
| 24 janeiro 2020 20:30 | 3×               | relatório | 4× 2×     | Tele2 Arena, Stockholm Público: 16,573 Árbitros: Horáček, Novotný |

### Jogo do quinto lugar
| 25 janeiro 2020 16:00 | Alemanha | vs.       | Portugal         | Tele2 Arena, Stockholm Público: 7,710 Árbitros: Kurtagic, Wetterwik |
| 25 janeiro 2020 16:00 | Kühn 6   | (14–13)   | Borges, Ferraz 4 | Tele2 Arena, Stockholm Público: 7,710 Árbitros: Kurtagic, Wetterwik |
| 25 janeiro 2020 16:00 | 3× 1×    | relatório | 4× 1×            | Tele2 Arena, Stockholm Público: 7,710 Árbitros: Kurtagic, Wetterwik |

### Jogo do terceiro lugar
| 25 janeiro 2020 18:30 | Eslovênia | vs.       | Noruega  | Tele2 Arena, Stockholm Público: 13,094 Árbitros: Geipel, Helbig |
| 25 janeiro 2020 18:30 | Bombač 5  | (9–12)    | Jøndal 7 | Tele2 Arena, Stockholm Público: 13,094 Árbitros: Geipel, Helbig |
| 25 janeiro 2020 18:30 | 4× 3×     | relatório | 5× 1×    | Tele2 Arena, Stockholm Público: 13,094 Árbitros: Geipel, Helbig |

### Final
| 26 janeiro 2020 16:30 | Espanha | vs.       | Croácia   | Tele2 Arena, Stockholm Público: 17,769 Árbitros: Nachevski, Nikolov |
| 26 janeiro 2020 16:30 | Gómez 5 | (12–11)   | Duvnjak 5 | Tele2 Arena, Stockholm Público: 17,769 Árbitros: Nachevski, Nikolov |
| 26 janeiro 2020 16:30 | 2×      | relatório | 2×        | Tele2 Arena, Stockholm Público: 17,769 Árbitros: Nachevski, Nikolov |

## Classificação e estatísticas
As equipas classificadas em quarto lugar em cada grupo após a conclusão das partidas da fase preliminar foram classificadas de 18 a 24, enquanto as equipas classificadas em terceiro lugar em cada grupo após a conclusão das partidas da fase preliminar foram classificadas de 13 a 18, de acordo com o número de pontos conquistados na ronda preliminar. As posições sete ou oito foram atribuídas às duas equipas classificadas em quarto lugar nos grupos, as posições nove e dez foram atribuídas às duas equipas classificadas em quinto lugar nos grupos, as posições onze e doze foram atribuídas às duas equipas classificadas em sexto lugar no grupo, de acordo com o número de pontos conquistados pelas respectivas equipas após a conclusão das partidas da ronda principal. As posições de um a seis foram decididas por play–off.
| Pos | Equipa               |
| --- | -------------------- |
| 1   | Espanha              |
| 2   | Croácia              |
| 3   | Noruega              |
| 4   | Eslovênia            |
| 5   | Alemanha             |
| 6   | Portugal             |
| 7   | Suécia               |
| 8   | Áustria              |
| 9   | Hungria              |
| 10  | Bielorrússia         |
| 11  | Islândia             |
| 12  | Chéquia              |
| 13  | Dinamarca            |
| 14  | França               |
| 15  | Macedônia do Norte   |
| 16  | Suíça                |
| 17  | Países Baixos        |
| 18  | Montenegro           |
| 19  | Ucrânia              |
| 20  | Sérvia               |
| 21  | Polônia              |
| 22  | Rússia               |
| 23  | Bósnia e Herzegovina |
| 24  | Letônia              |

|  | equipa qualificada para o Campeonato Mundial de Handebol Masculino de 2021 e para os Jogos Olímpicos de 2020        |
|  | equipa qualificada para o Campeonato Mundial de Handebol Masculino de 2021 and the Torneio Olímpico de qualificação |
|  | equipa qualificada para o Torneio Olímpico de qualificação                                                          |

| Campeões Europeus 2020 · Espanha · 2º título Plantel: Gonzalo Pérez de Vargas, Jorge Maqueda, Ángel Fernández Pérez, Raúl Entrerríos, Alex Dujshebaev, Daniel Sarmiento Melián, Rodrigo Corrales, Julen Aguinagalde, Ferran Solé, Iosu Goñi Leoz, Adrià Figueras, Joan Cañellas, Viran Morros, Aleix Gómez, Aitor Ariño, Gedeón Guardiola, Daniel Dujshebaev. · Treinador: Jordi Ribera. |

### Equipa all-Star
A equipa all-star e os prémios foram anunciados a 26 de janeiro de 2020. 
| Posição          | Jogador                       |
| ---------------- | ----------------------------- |
| Guarda-redes     | Gonzalo Pérez de Vargas (ESP) |
| Ponta direito    | Blaž Janc (SLO)               |
| Lateral direito  | Jorge Maqueda (ESP)           |
| Central          | Igor Karačić (CRO)            |
| Lateral esquerdo | Sander Sagosen (NOR)          |
| Ponta esquerdo   | Magnus Jøndal (NOR)           |
| Pivô             | Bence Bánhidi (HUN)           |

### Prémios
| Prémio               | Jogador                        |
| -------------------- | ------------------------------ |
| Jogador Mais Valioso | Domagoj Duvnjak (CRO)          |
| Melhor defesa        | Hendrik Pekeler (GER)          |
| Melhor marcador      | Sander Sagosen (NOR) (65 gols) |

### Estatísticas
| Pos | Nome            | Golos | Remates | %  |
| --- | --------------- | ----- | ------- | -- |
| 1   | Sander Sagosen  | 65    | 104     | 63 |
| 2   | Mikita Vailupau | 47    | 63      | 75 |
| 3   | Nikola Bilyk    | 46    | 64      | 72 |
| 4   | Jure Dolenec    | 42    | 66      | 64 |
| 5   | Alex Dujshebaev | 37    | 59      | 63 |
| 5   | Artsem Karalek  | 37    | 50      | 74 |
| 5   | Ondřej Zdráhala | 37    | 59      | 63 |
| 8   | Domagoj Duvnjak | 36    | 54      | 67 |
| 8   | Magnus Jøndal   | 36    | 50      | 72 |
| 10  | Robert Weber    | 35    | 48      | 73 |

| Pos | Nome                    | %  | Defesas | Remate |
| --- | ----------------------- | -- | ------- | ------ |
| 1   | Nebojša Grahovac        | 40 | 12      | 30     |
| 2   | Johannes Bitter         | 35 | 43      | 123    |
| 2   | Niklas Landin Jacobsen  | 35 | 34      | 98     |
| 4   | Torbjørn Bergerud       | 34 | 90      | 265    |
| 4   | Andreas Palicka         | 34 | 44      | 128    |
| 6   | Mikael Appelgren        | 33 | 39      | 117    |
| 6   | Gonzalo Pérez de Vargas | 33 | 66      | 199    |
| 8   | Rodrigo Corrales        | 32 | 41      | 130    |
| 8   | Klemen Ferlin           | 32 | 86      | 272    |
| 10  | Vincent Gérard          | 31 | 24      | 77     |
| 10  | Adam Morawski           | 31 | 26      | 83     |
| 10  | Alfredo Quintana        | 31 | 84      | 271    |
| 10  | Nebojša Simić           | 31 | 32      | 103    |